# Госсенс, Джон
Джон Госсенс (нидерл. John Goossens; род. 25 июля 1988[…], Амстердам) — нидерландский футболист, игравший на позиции полузащитника.

## Клубная карьера
Госсенс — воспитанник амстердамского «Аякса». В 2009 году Джон подписал первый профессиональный контракт с клубом НЕК. 4 февраля в матче против «Гронингена» он дебютировал в Эредивизи. 3 апреля в поединке против «Твенте» Джон забил свой первый гол за НЕК. Летом 2012 года Госсенс перешёл в «Фейеноорд». 21 октября в матче против «ВВВ-Венло» он дебютировал за новую команду. 28 апреля в поединке против «Хераклеса» Джон сделал «дубль», забив свои первые голы за «Фейеноорд».
Летом 2014 года Госсенс перешёл в индийский «Пуна Сити». 26 октября в матче против «Гоа» он дебютировал в индийской Суперлиге. 3 ноября в поединке «Норт-Ист Юнайтед» Джон забил свой первый гол за «Пуна Сити».
Летом 2015 года Госсенс вернулся в Европу, подписав контракт с румынским «Волунтари». 14 сентября в матче против «Вииторула» из Констанца он дебютировал в чемпионате Румынии. 27 сентября в поединке против «Стяуа» Джон забил свой первый гол за «Волунтари». В начале 2016 года Госсенс перешёл в американский «Чикаго Файр». 12 марта в поединке против «Орландо Сити» он дебютировал в MLS. 2 июля в поединке против «Сан-Хосе Эртквейкс» Джон забил свой первый гол за «Чикаго Файр».
В начале 2018 года Госсенс вернулся на родину, став игроком АДО Ден Хааг. 12 августа в матче против «Эммена» он дебютировал за новую команду.

## Международная карьера
В 2005 году в составе юношеской сборной Нидерландов Госсенс занял третье место на юношеском чемпионате мира в Перу.